# Mesoleptus signatus
Mesoleptus signatus là một loài tò vò trong họ Ichneumonidae.